# 툴레

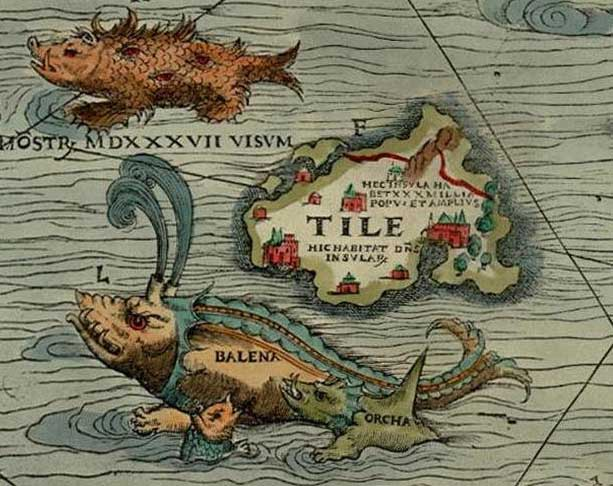
올라우스 마그누스(Olaus Magnus)가 1539년에 제작한 카르타 마리나(Carta marina)의 일부: 카르타 마리나에서 "Thule(툴레)"는 "Tile(틸레)"로 표기되어 있으며, 오크니 제도의 북서쪽에 위치하는 것으로 되어 있다. 위 지도에서 "1537년에 목격된 괴물"이 툴레 위쪽에 그려져 있으며 아래쪽에는 고래("balena")와 범고래("orcha")가 그려져 있다

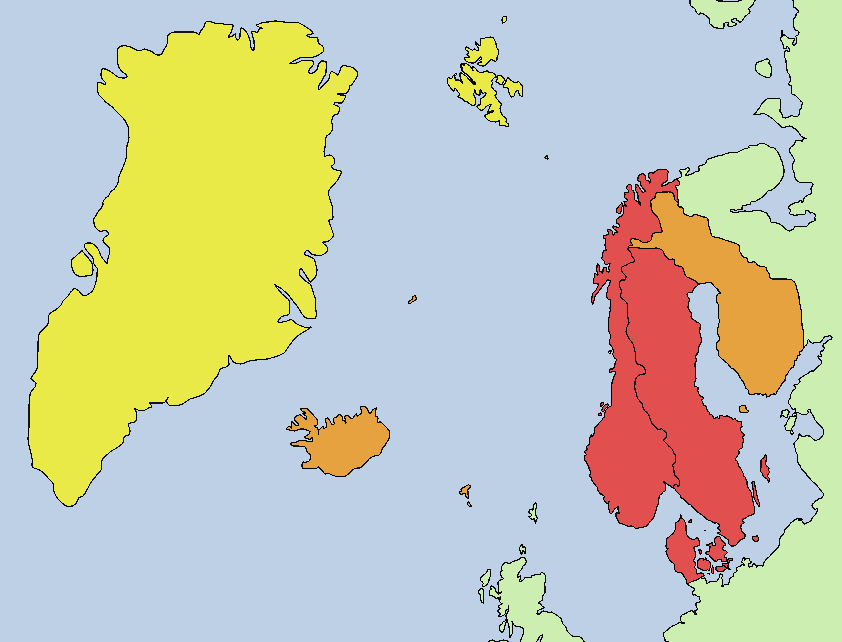
노랑: 그린란드
주황: 아이슬란드
빨강: 스칸디나비아

툴레(그리스어: Θούλη Thoúlē[*], 라틴어: Thūlē)은 유럽의 고대 문학과 지도에 등장하는 낱말로 극북(Far North)에 있는 한 지역을 가리킨다. 영어로는 주로 슐리(Thule /ˈθjuːliː/)라고 부른다.
고대에서 툴레는 종종 어떤 섬인 것으로 여겨졌는데, 반면 현대에서는 종종 노르웨이를 가리키는 것으로 해석되고 있다. 이와는 달리 툴레는 오크니 제도, 셰틀랜드 제도 또는 스칸디나비아를 의미한다고 해석하는 경우도 있다. 또한 툴레는 발트해에 있는 사레마섬(Saaremaa)을 의미한다는 주장도 있다. 중세 후기(Late Middle Ages: 1300~1453)와 르네상스 시대(14~16세기)에서는, 툴레는 종종 아이슬란드나 그린란드인 것으로 여겨졌다.
라틴어 낱말 "울티마 툴레(ultima Thule: 영어 발음은 얼티머 술리)"는 중세의 지리서에서 사용된 보통 명사인데, 알려진 세계의 경계 너머에 있는 멀리 떨어진 장소를 의미하였다. 때때로 이 낱말은 고유 명사로 사용되어 대문자 U를 사용하여 Ultima Thule로 표기되기도 하였는데, 이 경우 라틴어 낱말 울티마 툴레(Ultima Thule)는 그린란드를 의미하였고 툴레(Thule)는 아이슬란드를 의미하였다.

## 같이 보기
- 휘페르보레아